# Mecopoda niponensis
Mecopoda niponensis är en insektsart som först beskrevs av Wilhem de Haan 1842.  Mecopoda niponensis ingår i släktet Mecopoda och familjen vårtbitare. Inga underarter finns listade i Catalogue of Life.

## Bildgalleri

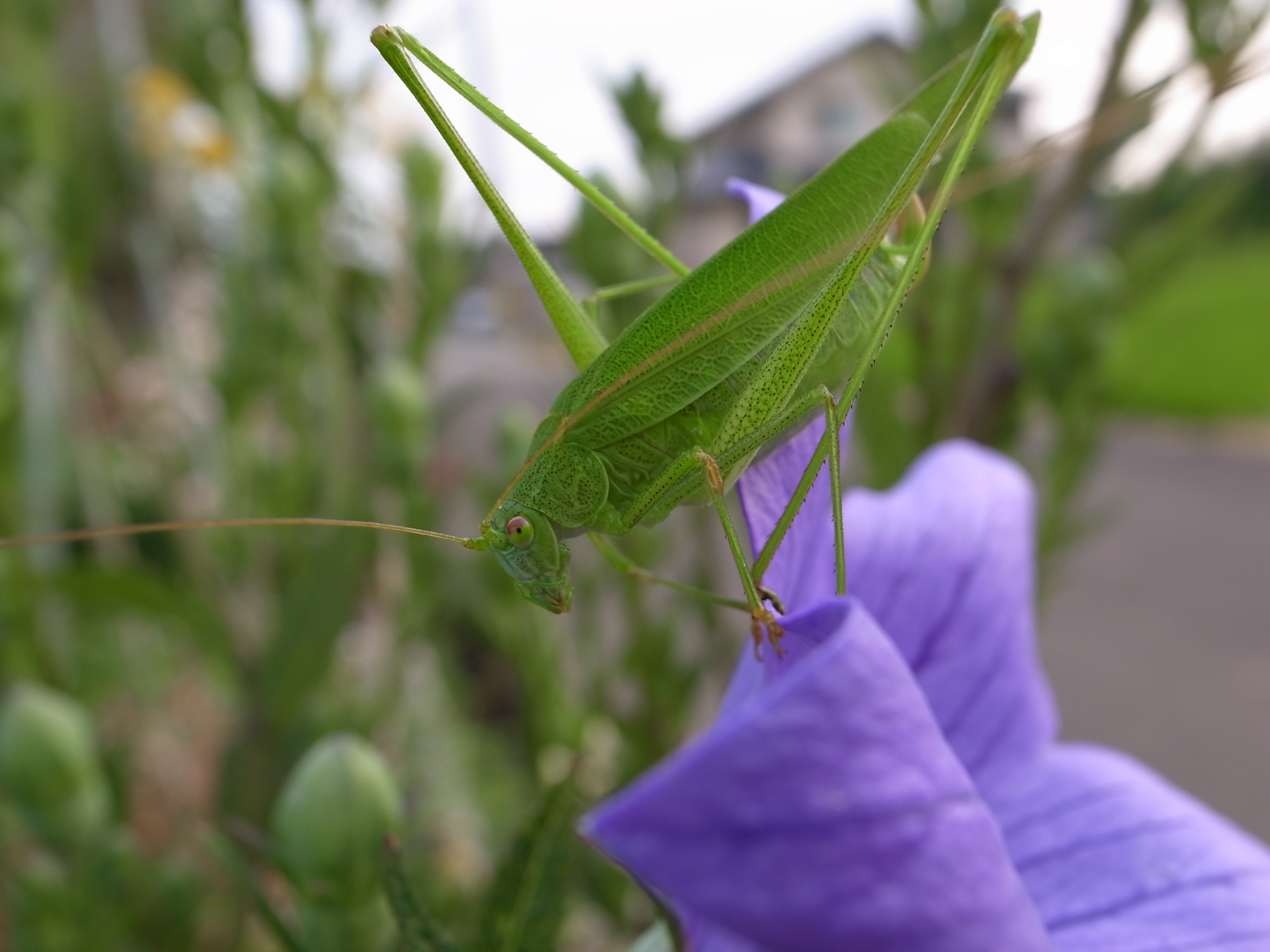
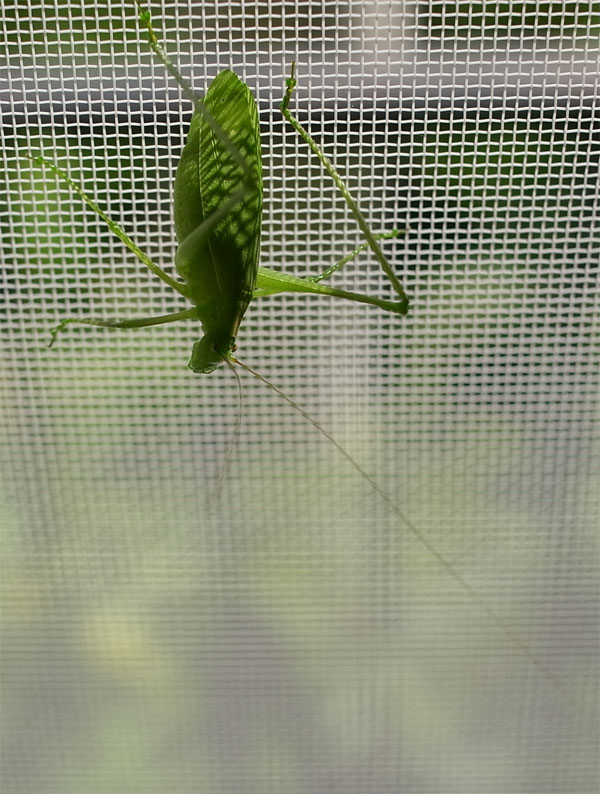